# Ovula
Genre
Ovula est un genre de mollusques gastéropodes de la famille des Ovulidae.

## Liste des espèces
Selon World Register of Marine Species (16 janvier 2015) :
- Ovula costellata Lamarck, 1810 -- sud-ouest de l'océan Indien
- Ovula ishibashii (Kuroda, 1928) -- Indo-Pacifique (surtout région indonésienne)
- Ovula ovum (Linnaeus, 1758) -- Indi-Pacifique

Ce genre est le genre-type de la famille des Ovulidae : toutes les espèces de cette famille y furent initialement placées, avant d'être réparties dans les nombreux autres genres de la famille. 

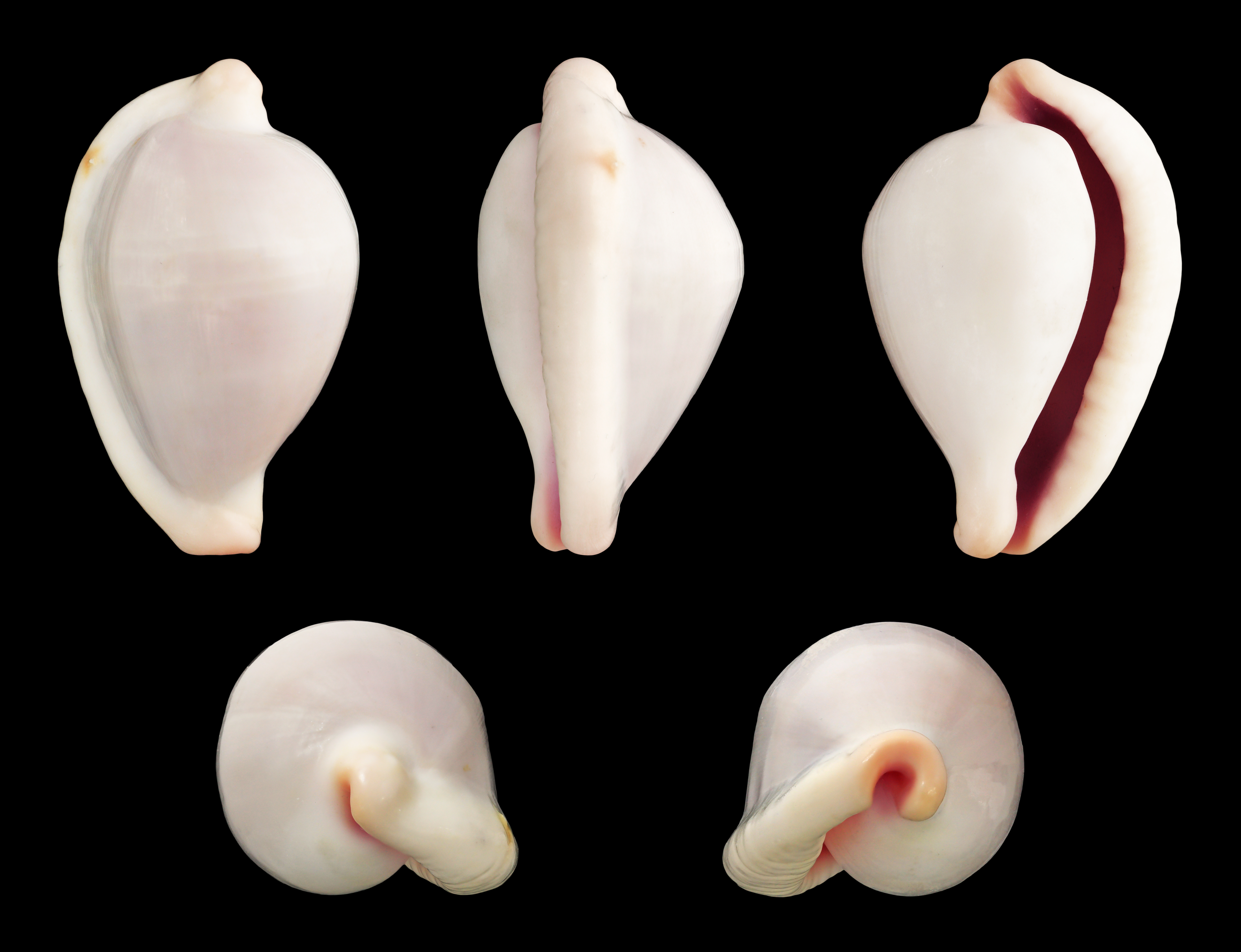
Ovula costellata
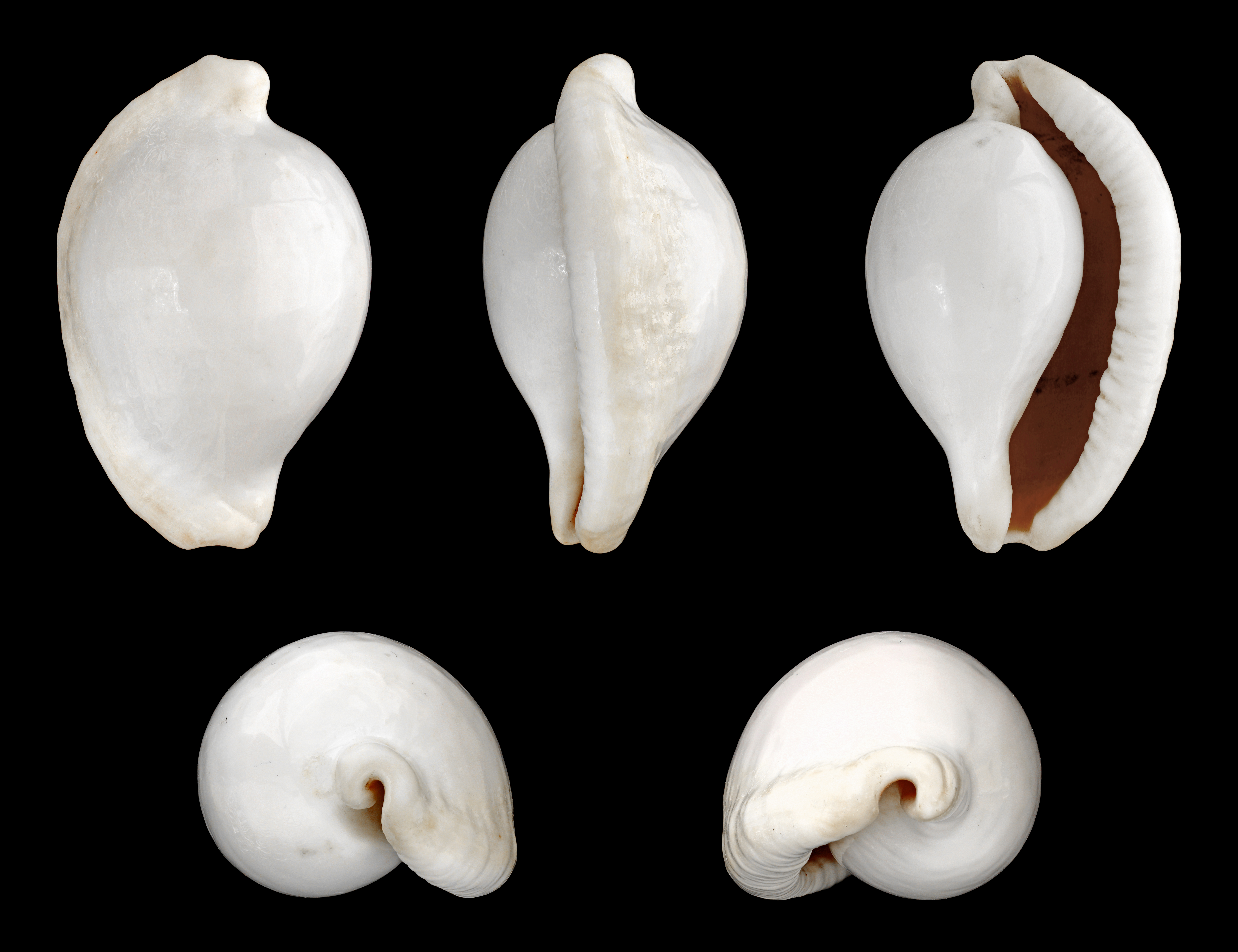
Ovula ovum